# Simon Uixakov

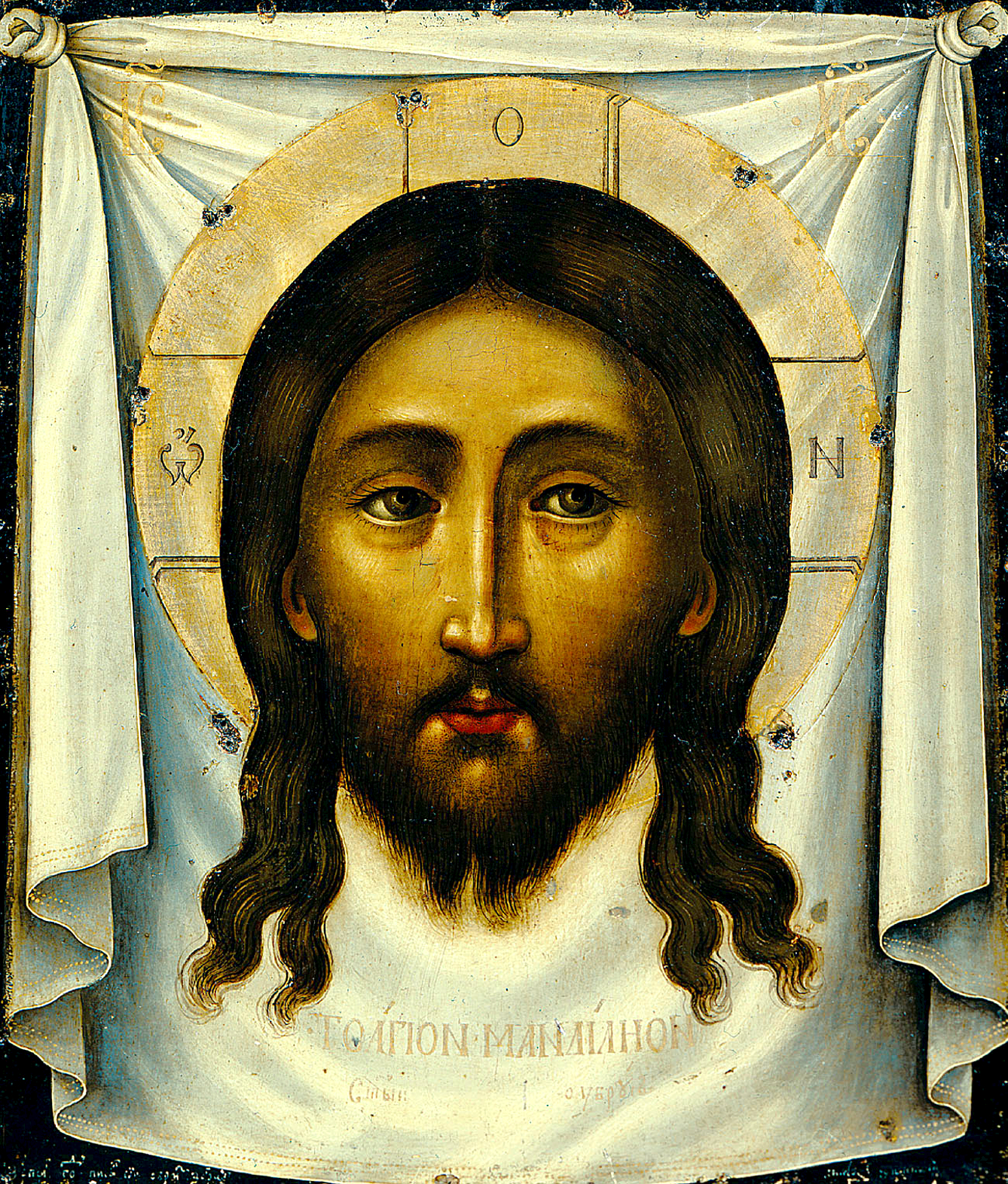
Salvador Ajeiropoieta, obra de Simon Uixakov (1658), al Monestir de la Santíssima Trinitat i Sant Sergi, una peça clau de la iconografia russa del.

Simon (Pimen) Fiódorovitx Uixakov (en rus: Симон (Пимен) Федорович Ушаков) (1626 - 1686), va ser un destacat iconògraf i artista gràfic rus. Juntament amb Fiodor Zubov i Fiodor Rozhnov, se'l relaciona amb l'exhaustiva reforma de l'Església Ortodoxa Russa empresa pel patriarca Nicó.

## Biografia
Gairebé gens se sap dels primers anys de Simon Uixakov. La seva data de naixença es dedueix de la inscripció en una de les seves icones: "l'any 7166 va pintar aquesta icona Simon Uixakov fill, a l'edat de 32 anys". Els colors brillants i frescos, i les exquisides línies corbes de les seves icones proto-barroques, van cridar l'atenció del Patriarca Nicó, qui el va presentar al tsar Aleix. Es va convertir en un gran favorit de la família reial, i amb el temps (1664) el van nomenar per al Museu de l'Armeria del Kremlin, dirigida pel boiar Bogdan Jitrovo. Uixakov va tenir nombrosos alumnes i associats i fins i tot va publicar un curt tractat sobre la pintura d'icones. Alguns dels sacerdots russos més conservadors, com l'arxiprest Avvakum, van considerar les seves icones com una "lasciva obra del dimoni", ja que eren massa occidentals per als seus gustos. Avvakum, en particular, va al·legar que Uixakov va pintar els seus "sants carnals" per la seva aparença corpulenta. Uixakov també va realitzar encàrrecs seculars, fou pioner en aquests treballs, i va produir gravats per a il·lustracions de llibres. Algunes de les seves icones, traslladades a Europa Occidental, van ser determinants per a fomentar l'interès per la naixent pintura russa. Va morir el 25 de juny de 1686 a Moscou.

## Obres

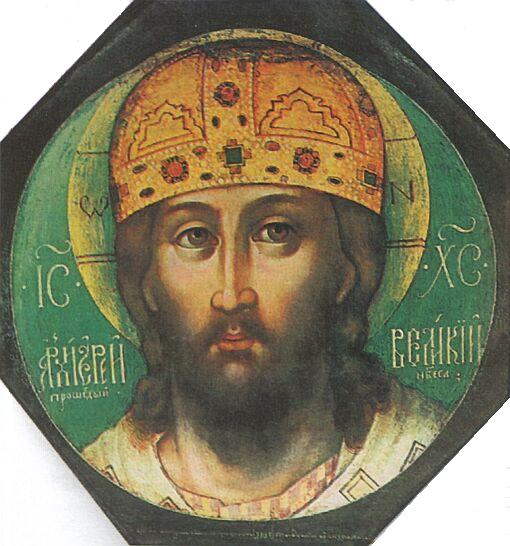
Gran jerarca, 1658
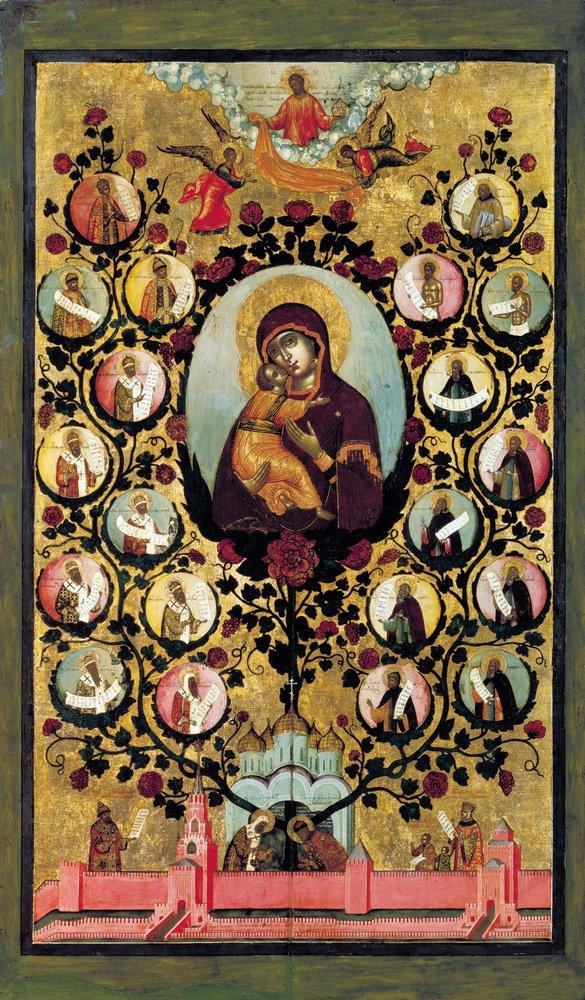
Alabança a icones de la Verge de Vladímir, 1668
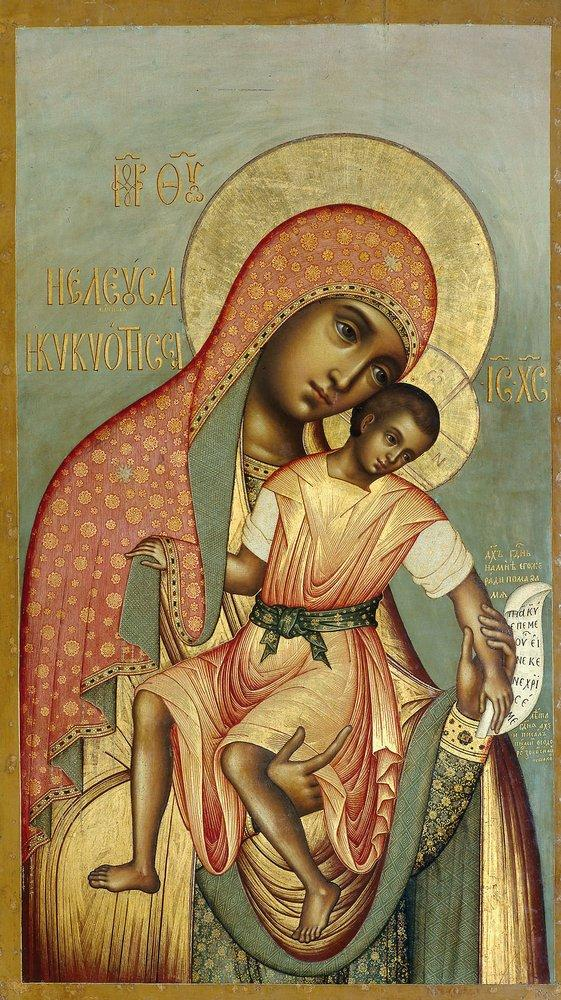
Nostra senyora d'Eleus, 1668
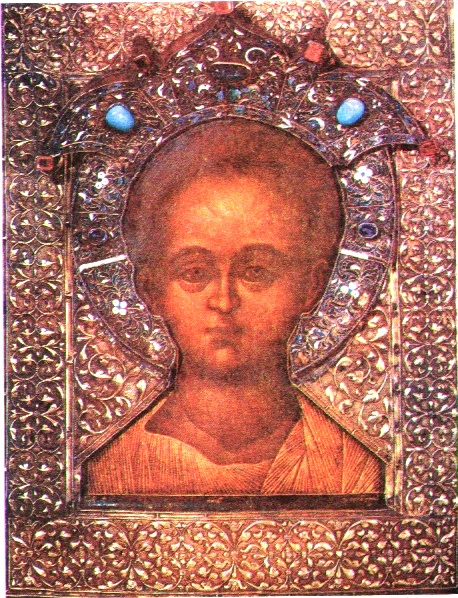
Crist-Emanuel, 1668,
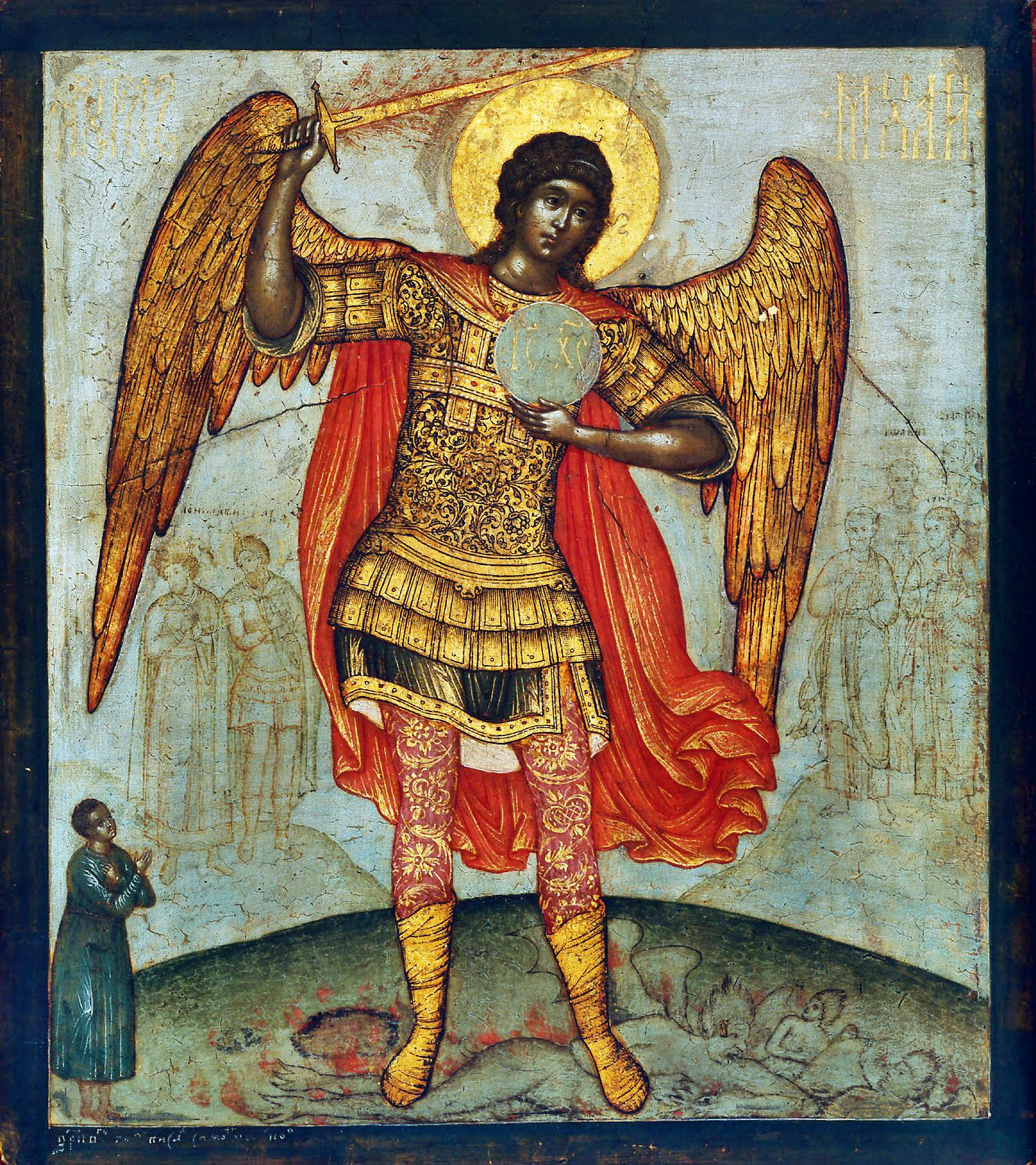
Arcàngel Miquel, 1676
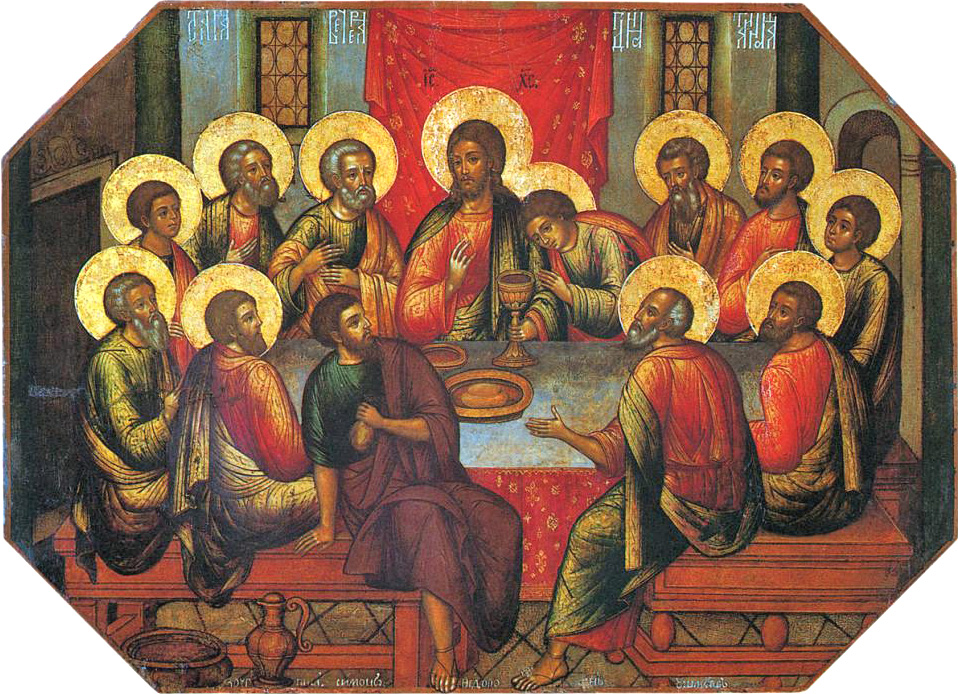
Sant Sopar, 1685
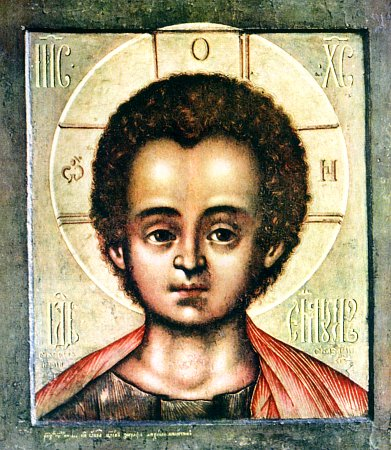
Crist-Emanuel, 1686